# Ochodaeus fraterculus
Ochodaeus fraterculus là một loài bọ cánh cứng trong họ Ochodaeidae. Loài này được Arrow miêu tả khoa học đầu tiên năm 1911.